# Куліково-Курчанський опріснювальний канал
Куліково-Курчанський опріснювальний канал бере воду з річки Кубані за 6 км вище станиці Варениківської і несе її в Куліковський і Курчанський лимани. За рік він подає близько 290 млн м³ води. Побудований у 1937.